# Подгорје (Камник)
Подгорје (словен. Podgorje) је насељено место у општини Камник, Средњесловенска регија, Словенија.

## Историја
До територијалне реорганизације у Словенији било је у саставу старе општине Камник.

## Становништво
У попису становништва из 2011. године, Подгорје је имало 993 становника.
| Број становника према пописима | Број становника према пописима | Број становника према пописима |
| ------------------------------ | ------------------------------ | ------------------------------ |
| 1991                           | 2002                           | 2011                           |
| 828                            | 919                            | 993                            |

Напомена: Године 2010. извршена је мања размена територија између насеља Подгорје и Туњишка Млака.

## Галерија
- улаз у насеље
- стуб